# Tạ (họ)
Tạ là một họ của người thuộc vùng Văn hóa Đông Á, chủ yếu là Việt Nam, Triều Tiên (Hangul: 사, Romaja quốc ngữ: Sa) và Trung Quốc (chữ Hán: 謝, bính âm: Xiè).
Trong sách Bách gia tính họ này đứng thứ 34 .

## Người Việt Nam nổi tiếng
- Tạ Sùng Hy, một vị tướng thời 12 sứ quân. Ông là người có công phá vòng vây của Ngô sứ quân cứu thoát Đinh Bộ Lĩnh.
- Tạ Quang Cự, là danh tướng nhà Nguyễn trong lịch sử Việt Nam.
- Tạ Hiện, một trong các lãnh tụ phong trào Cần Vương thời nhà Nguyễn.
- Tạ Thu Thâu, nhà cách mạng Việt Nam đầu thế kỷ XX.
- Tạ Quang Bửu, nhà toán học và bộ trưởng trong chính phủ Việt Nam Dân chủ Cộng hòa.
- Tạ Quang Ngọc, nguyên Bộ trưởng Bộ Thủy sản, cháu của Tạ Quang Bửu.
- Tạ Cả, cố Thứ trưởng Bộ Thương mại.
- Tạ Uyên, bí thư xứ ủy Nam Kỳ.
- Tạ Thái An, tức cố thượng tướng Quân đội Nhân dân Việt Nam Hoàng Minh Thảo.
- Tạ Ngọc Phách, tức cố trung tướng Quân đội Nhân dân Việt Nam Trần Độ.
- Tạ Xuân Thu, cố tư lệnh đầu tiên của Hải quân Nhân dân Việt Nam.
- Tạ Đình Đề, một nhà tình báo và sau trở thành một nhà cải cách kinh tế.
- Tạ Bôn, giáo sư, Nghệ sĩ Nhân dân và nghệ sĩ violon.
- Tạ Phước, hiệu trưởng đầu tiên của Nhạc viện Hà Nội.
- Tạ Minh Tâm, Nghệ sĩ Nhân dân,ca sĩ giọng tenor hàng đầu VN,diễn viên điện ảnh VN,người dẫn chương trình truyền hình, phó giám đốc Nhạc viện thành phố Hồ Chí Minh.
- Tạ Quang Thắng, ca sĩ, nhạc sĩ người Việt Nam
- Tạ Ngọc Bảo, Diễn viên, người Việt Nam
- Tạ Ngọc Tấn, Phó Chủ tịch thường trực Hội đồng Lý luận Trung ương Đảng Cộng sản Việt Nam, người Việt Nam
- Tạ Ngọc Vân, Luận sư, người Việt Nam
- Tạ Bích Loan, Nhà báo, người Việt Nam
- Tạ Minh Thảo, Nghệ sĩ ưu tú, người Việt Nam
- Tạ Phong Tần, Nhân vật Bất đồng chính kiến ở việt nam.
- Tạ Hoàng Cơ, là nhà hoạt động cách mạng, Đảng viên Đảng Cộng sản Việt Nam, Tổng Giám đốc Ngân hàng Nhà nước Việt Nam.
- Tạ Văn Hạ, chính khách người Việt Nam
- Tạ Biên Cương, là một bình luận viên bóng đá nổi tiếng của Đài Truyền hình Việt Nam. Anh được cộng đồng mạng đặt cho biệt danh "Đứa con của thần gió" vì những phát ngôn hài hước trong quá trình bình luận của mình.
- Tạ Đức Trí (sinh 1973), tên tiếng Anh thông dụng là Tri Ta, là thị trưởng của thành phố Westminster, California. Ông trở thành người Mỹ gốc Việt đầu tiên được bầu làm thị trưởng một thành phố tại Hoa Kỳ sau khi ông thắng cử trong cuộc bầu cử vào ngày 6 tháng 11 năm 2012. Trước khi đắc cử thị trưởng, ông đã từng được bầu làm nghị viên hội đồng thành phố Westminster trong năm 2006 và 2010, và là phó thị trưởng của thành phố này kể từ năm 2008.
- Tạ Đức Cẩm, là Trung tướng, chính ủy Tổng cục II, Quân đội nhân dân Việt Nam. Quê tại Thôn Cẩm Đội, xã Thụy Vân, thành phố Việt Trì, tỉnh Phú Thọ. Một trong những vị tướng tài ba, kiệt xuất của Việt Nam.
- Tạ Minh Tâm (chính khách), Đại biểu Quốc hội, người Việt Nam
- Tạ Duy Anh, Nhà văn, người Việt Nam

## Người Trung Quốc nổi tiếng
- Hai chú cháu Tạ An và Tạ Huyền, tướng lĩnh nổi tiếng thời nhà Tấn, người lãnh đạo quân Tấn giành thắng lợi tại trận Phì Thủy.
- Tạ Đạo Thanh (Thọ Hòa Hoàng hậu), hoàng hậu duy nhất của Tống Lý Tông.
- Tạ Phạm Cảnh, hoàng hậu của Lưu Tống Thuận Đế.
- Tạ Đạo Uẩn, em gái Tạ Huyền, vợ của Vương Ngưng Chi, con trai của nhà thư pháp nổi tiếng Vương Hi Chi.
- Tạ Linh Vận, nhà văn thời Nam-Bắc triều, cháu của Tạ Huyền.
- Băng Tâm, tên thật là Tạ Uyển Oánh, nhà văn Trung Quốc.
- Tạ Phi, chính khách nước Cộng hòa Nhân dân Trung Hoa
- Tạ Tấn, đạo diễn điện ảnh Hồng Kông.
- Hai cha con Tạ Hiền và Tạ Đình Phong, diễn viên điện ảnh Hồng Kông.
- Tạ Khả Dần là một diễn viên, ca sĩ, rapper người Trung Quốc. Là cựu thành viên của nhóm nhạc nữ THE9 được thành lập từ show sống còn Thanh xuân có bạn (mùa 2) do kênh truyền hình IQiyi sản xuất; đồng thời cũng là cựu thành viên nhóm nhạc LEGAL HIGH.
- Tạ Thiên Hoa, Ca Sĩ, diễn viên nổi tiếng người Hồng Kông.
- Tạ Phong, Thứ trưởng Ngoại giao Trung Quốc, Đại sứ Trung Quốc tại Mỹ.
- Tạ Quân Hào, diễn viên nổi tiếng người Hồng Kông.
- Tạ Tuyết Tâm, diễn viên nổi tiếng người Hồng Kông.

## Người Đài Loan nổi tiếng
- Tạ Thục Vi, vận động viên quần vợt chuyên nghiệp
- Tạ Trường Đình[2], Thủ tướng Đài Loan

## Người Mỹ nổi tiếng
- Tạ Đức Trí, người Mỹ gốc Việt, thị trưởng của thành phố Westminster, California.

## Nhân vật hư cấu
- Tạ Tốn